# Armeniș (gmina)
Armeniș gmina w Rumunii, w okręgu Caraș-Severin. Obejmuje miejscowości Armeniș, Feneș, Plopu, Sat Bătrân i Sub Margine.
Według spisu powszechnego z 2011 roku gminę zamieszkiwały 2454 osoby, przy 2718 osobach według spisu z 2002 roku. Zdecydowaną większość z nich stanowią Rumuni (95,8%). 90,68% mieszkańców stanowią osoby wyznające prawosławie.
W pobliżu wsi Armeniș znajduje się monaster Piatra Scrisa.